# M. M. Ruhul Amin
Cet article concerne le 16e juge en chef du Bangladesh. Pour le 15e, voir Md. Ruhul Amin.
M. M. Ruhul Amin, né le 23 décembre 1942 et décédé le 17 janvier 2017 est un juriste bangladais qui a occupé le poste de 16e président de la Cour suprême du Bangladesh et de juge en chef du Bangladesh du 1er mars 2007 au 22 décembre 2009.

## Études
Amin est né à Laxmipur en 1942. Il a obtenu une maîtrise en histoire en 1963 et un diplôme de droit en 1966 à l'université de Dacca. En 1967, il a commencé à travailler comme juge assistant dans l'ancien Pakistan oriental. En 1990, Amin a suivi une formation en gestion des affaires au National Judicial College aux États-Unis et a visité plusieurs tribunaux américains pour se familiariser avec les modes alternatifs de résolution des conflits et l'administration des tribunaux.

## Carrière
Amin a rejoint le service judiciaire en 1967 et est devenu juge de district en 1984. Il a travaillé comme juge de district et de session dans quatre districts. Il a été élevé au rang de juge de la division d'appel le 13 juillet 2003. Il a été nommé juge supplémentaire de la Haute Cour le 10 février 1994. Il était président de la Commission des services judiciaires du Bangladesh depuis 2004.
Le 1er juin 2008, Amin a été nommé 16e président de la Cour suprême du Bangladesh et par conséquent juge en chef du Bangladesh par le président Iajuddin Ahmed, son prédécesseur, Mohammad Ruhul Amin, ayant pris sa retraite. Il supplante le juge Mohammad Fazlul Karim, le membre le plus ancien de la division d'appel de la Cour suprême après le juge en chef en exercice. En guise de protestation, l'association du barreau de la Cour suprême n'a pas organisé de réception pour le nouveau juge.
Amin est décédé le 17 janvier 2017, à la suite de maladies cardiaques dans un hôpital de Singapour. Il avait 74 ans. Il laisse derrière lui sa femme et ses deux fils,.